# 아몬 (유다 왕국)
아몬(Amon, 히브리어: אָמוֹן, 그리스어: Αμων, 라틴어: Amon)은 기원전 7세기 경의 유다의 왕으로, 성경에 따르면 그의 아버지 므낫세의 뒤를 이었다. 왕위에 있는 동안 우상숭배로 악명 높았고, 이로 인해 결국 기원전 641년 그를 대항하는 반란이 일어났을 때 암살당했다.

## 생애
아몬은 유다의 왕인 아버지 므낫세와 욧바의 하루스의 딸 어머니 므술레멧 사이에서 태어났다. 날짜는 불분명하지만, 히브리어 성경에는 그가 보스갓의 아다야의 딸 여디다와 결혼했다고 기록하고 있다. 22세가 되던 해 왕위에 올라 2년간 유다 왕국을 다스렸다. 정확한 통치 연도에 관해서는 현재까지도 의견이 분분하다. 성경학자이자 고고학자인 윌리엄 F. 올브라이트는 그 기간을 기원전 642년 - 640년 사이로 추정했지만, 에드윈 R. 틸레 교수는 기원전 643/642년 - 641/640년 설을 주장했는데, 이는 아몬의 아들인 요시야의 통치 기간과도 맞아 떨어진다. 이집트의 역사에 기록된 바에 따르면 요시야는 기원전 609년 여름에 파라오 네카우 2세에게 죽음을 맞았는데, 이를 바탕으로 거슬러 올라가서 유추해보면 아몬의 통치는 그보다 31년 빠른 기원전 641년 혹은 640년에 끝났고, 기원전 643년 혹은 642년 쯤에 시작되었을 것이라고 짐작할 수 있다.
히브리어 성경에 기록된 바에 따르면, 아몬은 아버지 므낫세의 정책을 답습해 우상숭배를 저질렀고 이교도적 이미지를 심었다. 열왕기하에서 아몬은 "그의 아버지 므낫세의 행함 같이 여호와 보시기에 악을 행하였고 그의 아버지가 행한 모든 길로 행하여 그의 아버지가 섬기던 우상을 섬겨 그것들에게 경배했다"고 한다. 역대하에서도 마찬가지로, "그의 아버지 므낫세의 행함 같이 여호와 보시기에 악을 행하여 아몬이 그의 아버지 므낫세가 만든 아로새긴 모든 우상에게 제사하여 섬겼다"고 적혀있다. 탈무드에서는 "아몬이 토라를 불태웠고, 제단이 거미줄로 뒤덮이도록(사용하지 않으므로) 놔두었다"라고 이야기 하고 있다. 후대 로마 사람인 플라비우스 요세푸스 또한 성경의 내용과 비슷한 내용으로 아몬의 통치를 서술하는 동시에 그를 비판했다.
2년 동안 유다 왕국을 다스리다가 반역을 일으킨 신복들에게 살해되었고, 당시 여덟 살에 불과했던 요시야가 그 자리를 이어받게 된다. 암살 이후 반역을 일으켰던 신복들의 인기는 얼마 안가서 줄어들었고, 결국 그들 또한 죽음을 맞는다. 에이브러햄 말라마트를 비롯한 몇몇 학자들은 아몬이 살해된 이유가 이스라엘 왕국을 멸망시켰던 유다 왕국의 오랜 적 아시리아가 아몬에게 막대한 영향력을 행사하는 것을 그 당시 대중들이 매우 싫어했기 때문이라고 주장하기도 한다.

## 시대
아몬의 통치하던 시기는 레반트와 전 메소포타미아 지역이 과도기의 중간 지점에 놓여 있던 시기였다. 유다의 동쪽으로는 아시리아 제국이 무너지는 가운데 바빌로니아 제국이 아직 자리잡지 못하고 있었으며, 왕국의 서쪽으로는 프삼티크 1세가 다스리는 이집트가 여전히 아시리아의 지배 영향력에서 벗어나기 위해 안간힘을 쓰는 가운데, 점차 속국에서 자주국으로 변해가던 시기였다. 이렇듯 뚜렷한 세력권이 보이지 않는 권력 공백 상태에서, 유다를 비롯한 많은 소국들은 큰 제국들의 간섭을 받지 않고 자주적으로 통치를 해나갈 수 있었다.

## 같이 보기
- 므낫세
- 요시야
- 유다 왕국의 군주
- 유다 왕국

## 참고 문헌
- 본 문서에는 현재 퍼블릭 도메인에 속한 《Jewish Encyclopedia 1901–1906》의 "Amon, King of Judah" 항목을 기초로 작성된 내용이 포함되어 있습니다.